# Chiesa del Patrocinio della Beata Vergine Maria e di San Filippo Neri (Chioggia)
La Chiesa del Patrocinio della Beata Vergine Maria e di San Filippo Neri, comunemente chiamata "dei Filippini" è un edificio religioso situato nel centro della città di Chioggia.

## Storia

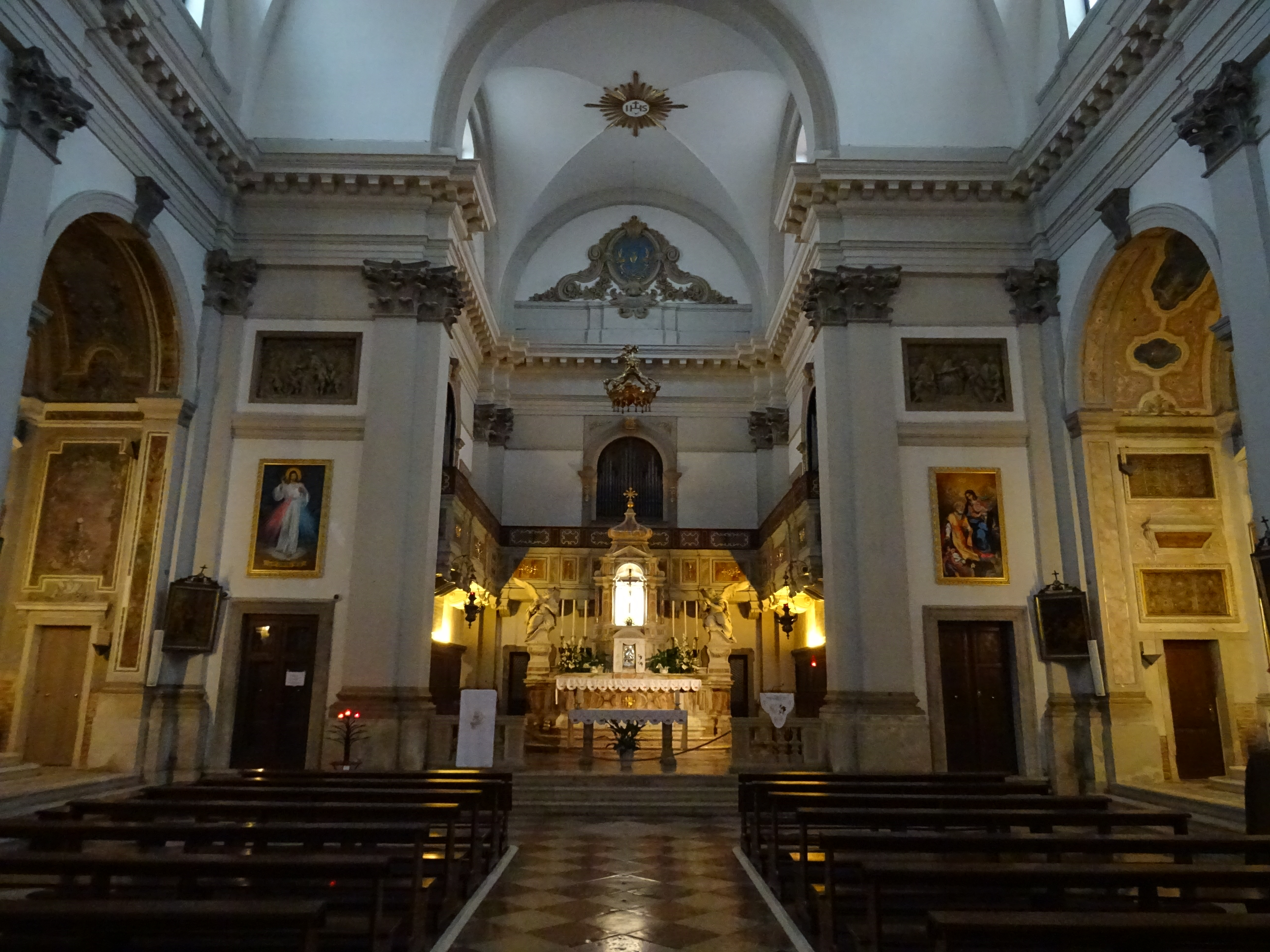
Interno

Prime tracce della congregazione religiosa dei Filippini si hanno dal 1746, per volere dell'arciprete della cattedrale Giulio Grassi, che inizialmente li ospitò presso il Tempio di San Martino. Ma già nel 1749 lo spazio di San Martino venne ceduto temporaneamente alla comunità della Chiesa di San Giacomo trasferitasi qui per rendere possibili i lavori di ricostruzione della propria chiesa. Gli oratoriani si spostarono quindi nella vicina Cappella dei santi Pietro e Paolo.  Le cose cambiarono radicalmente con l'intervento di Ludovico Alvise Manin (padre di Ludovico Giovanni Manin ultimo doge della repubblica di Venezia) che rese possibile l'edificazione sia della chiesa che dell'oratorio, progettati da Giuseppe Canner e Giacomo Tancredi e ultimati nel 1772. Nell'arco dell'Ottocento, con le dominazioni francese e austriaca, l'ordine religioso venne soppresso, il convento e la chiesa vennero requisiti e volti a uso militare, e nel 1868 la Direzione Demaniale di Venezia cedette questi ambienti al municipio di Chioggia . Successivamente il comune usò il convento come sede scolastica. Nella chiesa, che poco più tardi venne ceduta nuovamente al vescovo in comodato d'uso, continua a figurare la presenza dei Padri Oratoriani.

## Descrizione

### Esterno
La facciata, sormontata da un grande timpano in pieno stile neoclassico, si affaccia sul canale principale della città: il Canal Vena.

#### Campanile
Il campanile alto 24 metri, viene inaugurato nel 1780 e ospita nella facciata ad occidente il quadrante di un orologio, il cui meccanismo venne costruito dagli orologiai della famiglia Bertarini. Nella cella campanaria sono ospitate quattro campane.

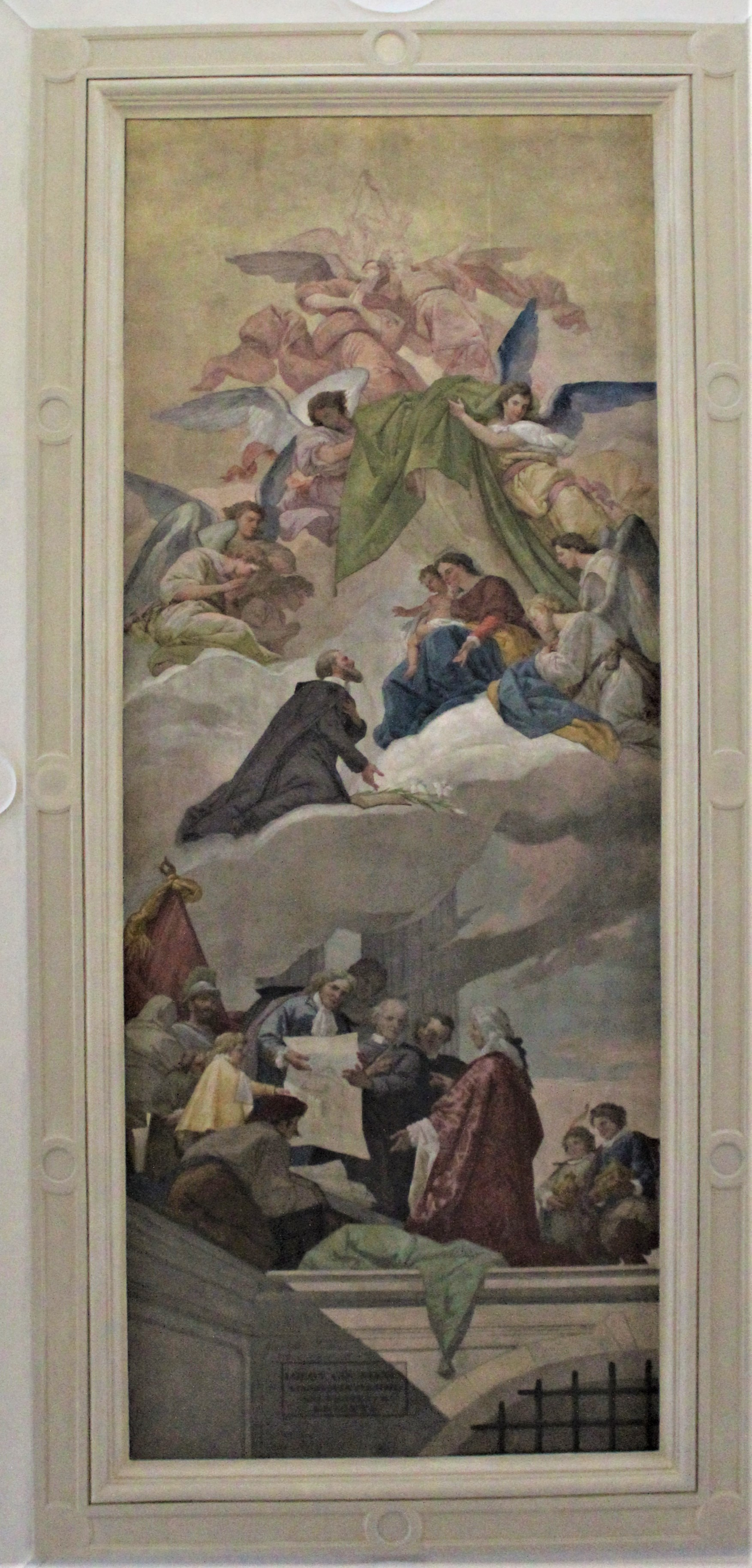
Nella parte bassa si può notare il conte Manin ammantato di rosso.

### Interno
L'interno della chiesa, a pianta rettangolare, misura 21 metri di larghezza, 31 di lunghezza e 21 di altezza. È dotata di diverse cappelle laterali, così disposte in senso antiorario:
- Cappella della purità con pala di Antonio Vianelli raffigurante La Vergine col Bambino con i santi Alfonso de Liguori, Luigi Gonzaga, Stanislao Kosta. In alto una lunetta affrescata da G. Casa raffigura San Marco Evangelista;
- Cappella della Madonna con pala di Francesco Fontebasso del '700 raffigurante la visita di Maria a Elisabetta , è presente alla pareti in affresco un ciclo mariano di Giuseppe Cherubini, sulla mensa è collocata una statua lignea della Madonna;
- Cappella delle reliquie che conserva diversi reliquiari. In alto una lunetta affrescata raffigura San Matteo Evangelista;
- Cappella Sacro Cuore con pala di Antonio Vianelli del 1863 raffigurante il Sacro Cuore venerato da San Margherita Maria Alacoque. In alto una lunetta affrescata da G. Casa raffigura San Giovanni Evangelista;
- Cappella San Filippo Neri con pala di Giovanni Carlo Bevilacqua del 1794 raffigurante la Vergine tra i santi Filippo e Francesco di Sales;
- Cappella Beati Filippini con pala di Paolo Pellesina del 1836 intitolata "La carità del Beato Valfrè ".  In alto una lunetta affrescata da G. Casa raffigura San Luca Evangelista. Addossata alla parete di sinistra è presente una vetrinetta che conserva oggetti del Servo di Dio padre Raimondo Calcagno;[3]

Il coro ospita l'altar maggiore in marmi bianchi, ai lati le cantorie con l'organo Malvestio (1922), costruito sul fondo di canne del primo organo di Francesco Merlini (1779). Sospesa dietro l'altare è presente una tela con il ritratto a mezzo busto di San Filippo Neri.
Sul soffitto è presente un affresco di 32 metri quadrati realizzato da Giacomo Casa nel 1865. Sono raffigurati in basso i padri Modenese e Gastaldelli nell'atto di presentare il progetto della chiesa al conte Manin. In alto San Filippo che venera la Vergine.